# Amphicoma riaultii
Amphicoma riaultii är en skalbaggsart som beskrevs av Leon Fairmaire 1897. Amphicoma riaultii ingår i släktet Amphicoma och familjen Glaphyridae. Inga underarter finns listade i Catalogue of Life.